# Željko Matuš
Željko Matuš (ur. 9 sierpnia 1935 w Donjej Stubicy) – chorwacki piłkarz, napastnik. Srebrny medalista ME 60 (wówczas pod nazwą Puchar Europy Narodów) oraz mistrz olimpijski z Rzymu
Najlepszy okres kariery spędził w Dinamie Zagrzeb, gdzie grał 10 lat (1955–1965). Z Dinamem zdobywał tytuły mistrza Jugosławii (w 1958) oraz puchar tego kraju. Karierę kończył w Szwajcarii, gdzie grał w SC Young Fellows Juventus (1965–1969) oraz FC Zürich (1969–1970).
W reprezentacji Jugosławii zagrał 13 razy (5 goli). Debiutował w 1960, ostatni raz zagrał w 1962. Brał udział w MŚ 62 (czwarte miejsce), wystąpił w wygranym 2:0 spotkaniu z ZSRR.